# (79129) Robkoldewey
(79129) Robkoldewey (1990 TX11) – planetoida z pasa głównego asteroid okrążająca Słońce w ciągu 3,88 lat w średniej odległości 2,47 au. Odkryta 11 października 1990] roku.